# Дагвей (Юта)
Дагвей (англ. Dugway) — переписна місцевість (CDP) в США, в окрузі Туела штату Юта. Населення — 342 особи (2020).

## Географія
Дагвей розташований за координатами 40°13′50″ пн. ш. 112°45′15″ зх. д. / 40.23056° пн. ш. 112.75417° зх. д. (40.230686, -112.754059).  За даними Бюро перепису населення США в 2010 році переписна місцевість мала площу 13,49 км², уся площа — суходіл.

## Демографія
Згідно з переписом 2010 року, у переписній місцевості мешкало 795 осіб у 287 домогосподарствах у складі 181 родини. Густота населення становила 59 осіб/км².  Було 504 помешкання (37/км²).
Расовий склад населення:
| - 83,6 % — білих - 3,5 % — азіатів - 3,1 % — чорних або афроамериканців - 1,9 % — вихідців з тихоокеанських островів - 0,9 % — корінних американців - 2,0 % — осіб інших рас |

До двох чи більше рас належало 4,9 %. Частка іспаномовних становила 9,7 % від усіх жителів.
За віковим діапазоном населення розподілялося таким чином: 35,5 % — особи молодші 18 років, 62,4 % — особи у віці 18—64 років, 2,1 % — особи у віці 65 років та старші. Медіана віку мешканця становила 29,4 року. На 100 осіб жіночої статі у переписній місцевості припадало 119,0 чоловіків;  на 100 жінок у віці від 18 років та старших — 128,0 чоловіків також старших 18 років.
Середній дохід на одне домашнє господарство  становив 80 570 доларів США (медіана — 85 489), а середній дохід на одну сім'ю — 66 393 долари (медіана — 63 750). За межею бідності перебувало 11,5 % осіб, у тому числі 25,0 % дітей у віці до 18 років та 0,0 % осіб у віці 65 років та старших.
Цивільне працевлаштоване населення становило 335 осіб. Основні галузі зайнятості: публічна адміністрація — 18,2 %, науковці, спеціалісти, менеджери — 16,1 %, мистецтво, розваги та відпочинок — 14,3 %.